# Felipe Carrillo Puerto (politico)
Felipe Santiago Carrillo Puerto (Motul, 8 novembre 1874 – Mérida, 3 gennaio 1924) è stato un giornalista, politico e rivoluzionario messicano, noto per essere stato leader del Partito Socialista del Sud-Est e governatore dello Yucatán dal 1922 al 1924.

## Biografia
Era il secondo figlio di un matrimonio consolidato tra Adela Puerto e Justino Carrillo.
Figura di spicco della lotta rivoluzionaria nel sud del paese, ha studiato a Mérida, dove, fin da piccolo, ha imparato la lingua maya motivato dal suo interesse a difendere i diritti delle popolazioni indigene. Questo lo fece imprigionare quando aveva solo 18 anni per aver incitato un popolo ad abbattere una recinzione costruita dai proprietari terrieri che impediva il passaggio della comunità Maya.
Per tutta la vita fu determinato a lavorare per il riconoscimento di questo settore della popolazione, così fin da giovane predicò la Costituzione del 1857 tra i lavoratori a giornata Maya delle haciendas che producevano henequén, materiale che era occupato nell'industria tessile.
La decisione di Carillo Puerto lo portò a partecipare attivamente alla rivoluzione messicana seguendo la via del movimento zapatista, tanto che quando la lotta armata arrivò nella penisola, fondò il Partito Socialista del Sud-Est e da lì combatté la tirannia di chi voleva prendere la loro terra dai contadini.
Ma i suoi nemici lo inseguirono presto, così dovette andare in esilio nel 1918 dopo aver diretto la legislatura della sua entità e aver chiesto elezioni democratiche. Tornò fino al 1920 con l'obiettivo di aderire al piano di Agua Prieta. E in questo modo, fu eletto deputato del Congresso dell'Unione per occupare il governo dello Yucatan nel 1922.
Il suo impegno nei confronti del popolo Maya fu tale che il suo primo discorso da governatore fu pronunciato in quella lingua, qualcosa che non era mai stato visto da un governatore messicano.
Nella sua amministrazione era visto come un progressista istituendo beni culturali per i Maya, garantendo diritti politici alle donne di votare ed essere votate, e stabilendo la revoca dei funzionari sulla base di vox populi, sempre ascoltando i loro governati.
Durante i 20 mesi del suo mandato ha lavorato molto duramente a beneficio dei settori più impoveriti. Ha espropriato l'industria henequen, ha organizzato la Yucatan Export Commission e promosso la Lega dei Medie e Piccoli Produttori di Henequen, riattivando la distribuzione della terra e creando l'Accademia Messicana della Lingua Maya.
Nel 1923, dovette fuggire dal paese all'estero perché i suoi nemici ortisti avevano più potere della sua fazione nel voler controllare il paese e sostituire il presidente Alvaro Obregon.
Carrillo Puerto fu rovesciato dai leader del Partito Cooperativo, che lo arrestarono a Quintana Roo e gli spararono il 3 gennaio 1924. Nel 1927, il Congresso locale lo dichiarò Benemerito dello Yucatan e fu nominato Apostolo della Razza per la sua difesa dei popoli Maya.